# Наивна уметност из Ковачице
Наивна уметност из Ковачице или Ковачичка наива је назив за школу наивне уметности која се развила у Ковачици
. Ковачица има велики значај на мапи светског наивног сликарства и представља својеврсну метрополу наиве. Ово мало село дуже од четрдесет година задивљује свет својом уметношћу, а посебно сликарством.

## Историја ковачичке школе
Године 1939. Мартин Палушка и Јан Сокол откривају своју љубав према сликарству, а касније се њима приклањају други и 1951. године на челу са Владимир Бобошем оснивају прву ликовну секцију.
Требало је доста времена да се од репродуковања и пресликавања разгледница радом дође до својствених стилова и уметничког израза.
Једно време се водила борба између оних који су копирали и пресликавали своје радове и оних који су се трудили да изграде властите и препознатљиве стилове и рукописе. Слике које су радили самоуки необразовани ковачички сликари задивиле су и освојиле свет. Мотиви ових уметника су углавном из живота и рата у сеоској средини. Њихови обожаваоци су како неписмени тако и интелектуалци, а дела се налазе у музејима, галегијама и приватним збиркама широмсвета. Оснивачи ковачичке школе су били Мартин Палушка, Јан Сокол, Владимир Бобош, Михал Биреш и Јан Књазовиц, а касније су им се придружили и Мартин Јонаш и Зузана Халупова. Године 1952. дванаест ковачичких сликара излаже слике приликом прославе 150 година доласка Словака на просторе Војводине.

## Успеси ковачичке школе
Како би пребродили прву фазу копирања и репродуковања слика, у великој мери им је помогао и панчевачки академски сликар Зоран Трумпић. У селу тада није било академских сликара, али када се Ковачица афирмисала у сликарству неки млади сликари су пошли на академије и већина њих је позната и живи у иностранству. Тихомир Биреш живи у Риму где се и школује, Мартин Кизур се 1991. преселио у Аустралију, Ингрид Цискова живи у Грчкој, а Ванеса Хардиова делује у Словачкој и Аустрији. На изложби наивних сликара из Југославије 1961. године у Лондону излаже и 9 ковачичких сликара. Ковачички сликари су своје активности преселили на све континенте и посетили су их славне личности као Франсоа Митеран, шпански краљ Хуан Карлос, позната певачка група Ролингстонси, глумци, Ален Делон, Урсула Андрес и космонаути из програма Аполо као и многи други. Сваке године се одржава преглед ковачичке наиве у Ковачичком октобру.
Оснивачи ковачичке школе:
- Мартин Палушка (1913. – 1984)
- Јан Сокол (1909. – 1982)
- Михал Биреш (1912 — 1981)
- Владимир Бобош (1906. – 1978)
- Мартин Јонаш (1924—1996)

Најзначајнији чланови ковачичке школе:
- Павел Хрк (1922. – 1996)
- Зузана Халупова (1925. – 2001)

Поред њих, веома успешно делују и други уметници, као што су: Јан Стракушек, Катарина Кожокова, Алжбета Чижикова, Јурај Гарај, Михал Поволни, Јан Бачур, Катарина Карлечикова, као и млађи уметници; Ева Хусарикова Павел Хајек, Јан Глозик, Мартин Марков, Зузана Верецка, Павел Цицка, Марија Варгова, Јурај Лаврош, Јозеф Хавијар, Ана Књазовицова, Јан Ширка, Мартин Пап, Ана Котвачова, Марија Хлавата- Хусарикова и други

## Карактеристика дела ковачичке наиве
Карактеристика наивне уметности из Ковачице је снажна боја и снажан колорит нападне и живе боје.
У својим делима свако од ковачичких сликара доноси аутентично и својеврсно сликарство које се разликује по мотивима или по створеном својеврсном изразу. Сваки од сликара има свој стил и препознатљиво сликарско писмо. Разликује се рукопис Мартина Јонаша са својим хипертрофираним удовима, Зузане Халупове по деци на њеним платнима и дечјем лицу које она доноси на фигурама и својим ликовима, на сликама Јана Вењарског су коњи а Ондереја Вењарског су волови. Биреш, Сокол и Хрк фасцинирају својом једноставношћу, Палушка прецизним покретима свог киста, Гарај широким површинама, а Књазовиц промишљеним колоритом.
- Слике родоначелника ковачичке наиве
- Савремени сликари из Ковачице
- Мартин Јонаш
- Владимир Бобош
- Јан Књазовиц
- Ана Књазовиц-Мијаиловић